# Epigelasma rhodostigma
Epigelasma rhodostigma là một loài bướm đêm trong họ Geometridae.